# Burimi
Istog en albanais (autre nom albanais : Burimi) est une ville et une commune (municipalité) du nord-ouest du Kosovo. Elles font partie du district de Pejë/Peć. En 1991, la commune/municipalité comptait 57 261 habitants, dont une majorité d'Albanais. En 2008, la population de la commune/municipalité était estimée par l'OSCE à 56 000 habitants. Selon le recensement kosovar de 2011, la commune compte 39 289 habitants et la ville intra muros 5 115.

## Histoire

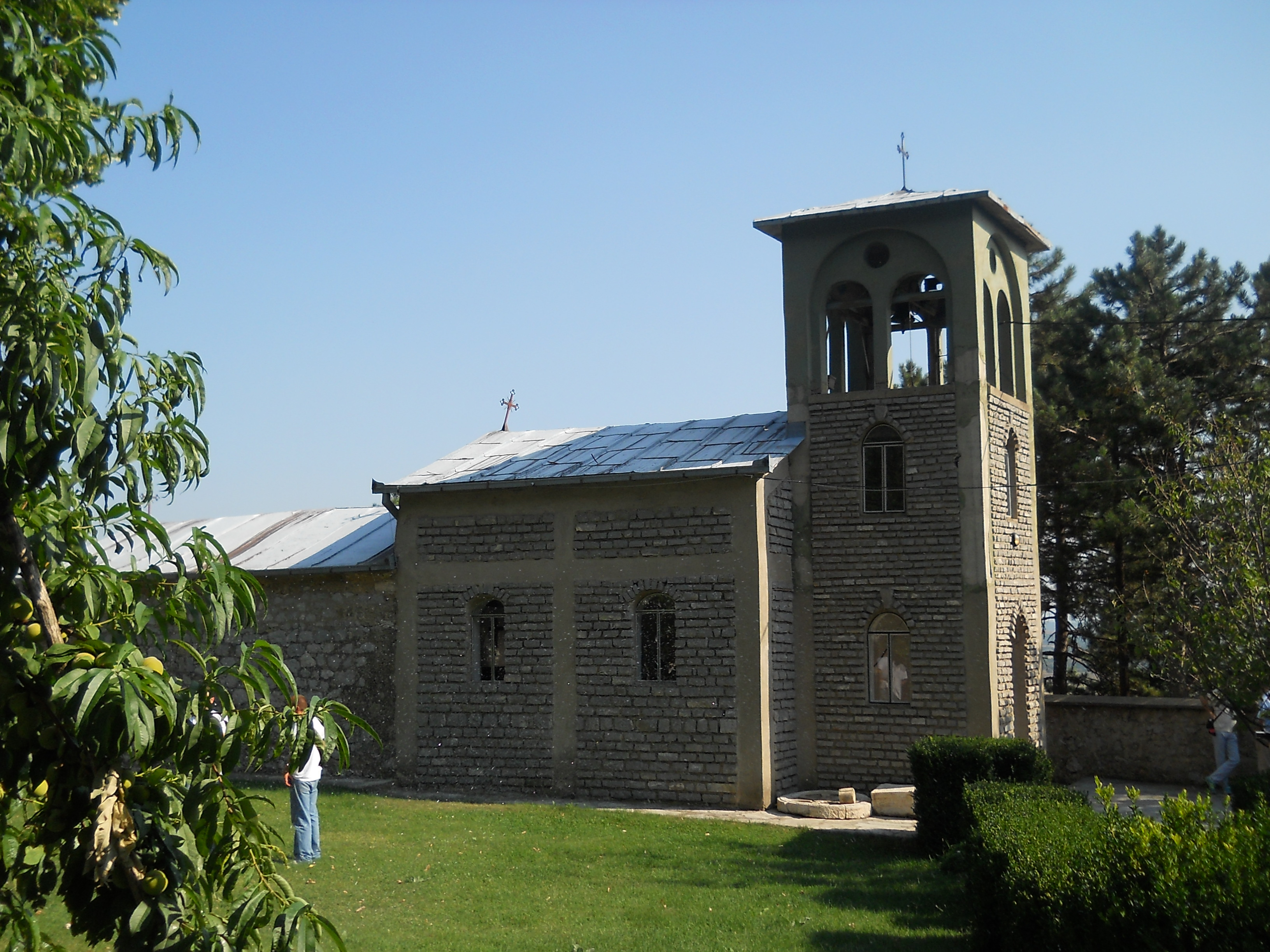
Le monastère de Gorioč

## Localités

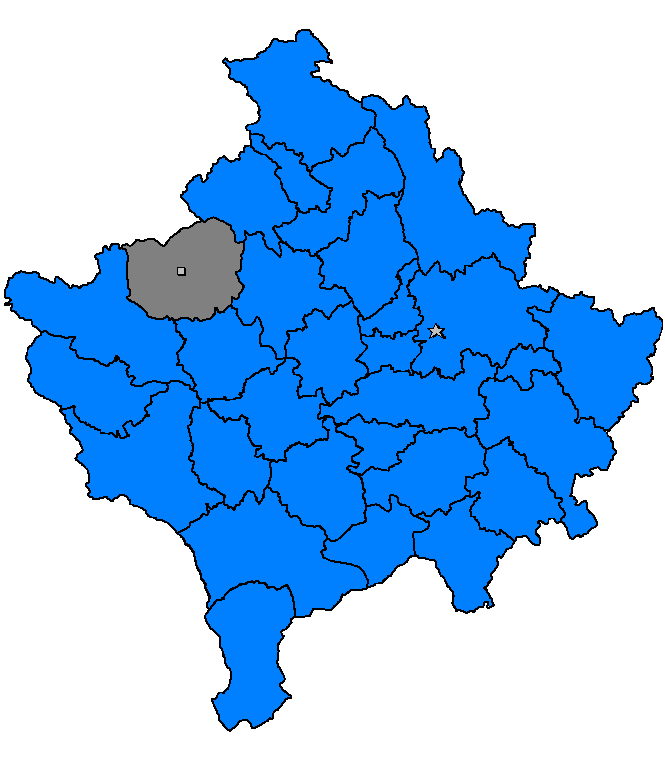
Localisation de la commune/municipalité d'Istog/Istok au Kosovo

La commune/municipalité d'Istog/Istok, en plus de la ville, inclut 51 localités regroupés en 10 communautés locales.
| - Banjë/Banja - Banjicë/Banjica - Belicë/Belica - Bellopojë/Belo Polje - Carrallukë/Crni Lug - Cerkolez/Crkolez - Cerrcë/Crnce - Dobrushë/Dobruša - Dragolec/Dragoljevac - Drejë/Drenje - Dubovë e Vogël/Malo Dubovo - Dubravë/Dubrava - Gjurakoc/Đurakovac - Istog/Istok - Istog i Poshtëm/Donji Istok - Kaliçan/Kaličane - Kashicë/Kašica | - Kërninë/Krnjina - Kosh/Koš - Kovragë/Kovrage - Llukac i Begut/Begov Lukavac - Llukac i Thatë/Suvi Lukavac - Llugë/Lugovo - Lubovë/Ljubovo - Lubozhdë/Ljubožda - Mojstir - Muzhevinë/Muževine - Orobërdë/Orno Brdo - Osojan/Osojane - Polanë/Poljane - Prekallë/Prekale - Prigodë/Prigoda - Rakosh/Rakoš - Serbobran/Srbobran | - Shalinovicë/Šaljinovica - Shushicë/Sušica - Sinajë/Sinaje - Staradran/Starodvorane - Studenicë/Studenica - Suhogërllë/Suvo Grlo - Tomoc/Tomance - Trubuhoc/Trbuhovac - Tuçep/Tučep - Uçë/Ukča - Veriq/Verić - Veriq i Ri/Novi Verić - Vrellë/Vrelo - Zabllaq/Zablaće - Zallq/Žač - Zhakovë/Žakovo |

## Démographie
| Répartition par nationalité, y compris les réfugiés                                                  |          |       |        |       |              |       |            |      |              |      |        |
| Année/Population                                                                                     | Albanais | %     | Serbes | %     | Monténégrins | %     | Bosniaques | %    | Roms/Ashkali | %    | Total  |
| 1961                                                                                                 | 19 067   | 56,45 | 9 097  | 26,91 | 3 804        | 11,25 | 881        | 2,6  | 16           |      | 33 799 |
| 1971                                                                                                 | 27 371   | 66,74 | 8 944  | 21.81 | 2 420        | 5,90  | 1 876      | 4,57 | 243          | 0,59 | 41 009 |
| 1981                                                                                                 | 35 972   | 71,79 | 7 736  | 15,44 | 1 856        | 3,70  | 3 545      | 7,08 | 747          | 1,49 | 50 104 |
| 1991                                                                                                 | 43 910   | 76,68 | 5 968  | 10,42 | 1 302        | 2,27  | 4 070      | 7,11 | 1 346        | 2,35 | 57 261 |
| 1998                                                                                                 | 51 000   | 80,1  | 7 270  | 11,4  |              |       |            |      |              |      |        |
| 2011                                                                                                 | 36 154   | 92.02 | 194    | 0,5   |              |       | 1 142      | 2,9  | 1 694        | 4,31 | 39 289 |
| Référence recensement yougoslave et estimations de l'OSCE pour 1998 et recensement du Kosovo en 2011 |          |       |        |       |              |       |            |      |              |      |        |

En avril 2008, la population d'Istog/Istok était estimée à 56 000 habitants, dont une vaste majorité d'Albanais. On y comptait aussi plus de 1 650 Bosniaques, 40 Roms et environ 2 220 Égyptiens. On y recense environ 800 Serbes du Kosovo, qui vivent principalement à Crkolez/Cërkolez, Osojan/Osojane, Suvi Lukavac/Llukafci et Thatë.

## Politique
L'assemblée d'Istog/Istok compte 31 membres, qui, en 2008, se répartissaient de la manière suivante :
| Parti                                                   | Sièges |
| ------------------------------------------------------- | ------ |
| Ligue démocratique du Kosovo (LDK)                      | 11     |
| Parti démocratique du Kosovo (PDK)                      | 7      |
| Ligue démocratique de Dardanie (LDD)                    | 5      |
| Alliance pour le futur du Kosovo (AAK)                  | 4      |
| Alliance pour un nouveau Kosovo (AKR)                   | 2      |
| Nouvelle initiative pour la démocratie au Kosovo (IRDK) | 1      |
| Parti d'action démocratique (SDA)                       | 1      |

Fadil Ferati, membre du LKD, a été élu maire (président) de la commune/municipalité d'Istog/Istog. Il est mort en 2010 et a été remplacé par Haki Rugova, membre du même parti.

## Religions
La ville d'Istog dite aussi Istok est habitée par plusieurs religions, la majorites des Musulmans.

## Économie
L'activité de la commune/municipalité d'Istog/Istok est principalement liée à l'agriculture qui, en 1999, employait 80 % de la population active.

## Tourisme
Sur le territoire de la commune/municipalité, l'église Saint-Jean de Cerkolez/Crkolez a été construite en 1355, elle abrite un important ensemble de fresques et une collection de parchemins et de manuscrits. Le village de Gjurakoc/Đurakovac est connu pour son église Saint-Nicolas, dont l'origine remonte à 1362 ; reconstruite en 1592, elle abrite des icônes peintes en 1630 et conserve aussi un manuscrit contenant les canons liturgiques de la Mère-de-Dieu, un type d'ouvrage qui, en serbe, porte le nom de Bogorodičnik et qui remonte au XVIe siècle ; combinaison de pierre et de bois, elle est caractéristique des édifices religieux de la vallée du Drin blanc. En raison de leur importance, ces deux églises sont inscrites sur la liste des monuments culturels d'importance exceptionnelle de la république de Serbie.
Sites archéologiques
- le tumulus illyrien de Nëngurë à Lubozhdë/Ljubožda (Préhistoire)[6]
- un tumulus illyrien à Istog/Istog (Préhistoire, Moyen Âge)[6]
- le site de Banjicë/Banjica (Ier-IVe siècles)[6]
- le site de Lehtë e Kaurrit à Cerkolez/Crkolez (Ier-IVe siècles)[6]
- le site de Kaliçan/Kaličane (Ier-IVe siècles)[6]
- le site d'Arat e njoma à Cerrcë/Crnce (Ier-IVe siècles)[6]
- la forteresse romaine de Vrellë/Vrelo (Ier-IVe siècles)[6]
- le monastère de la Mère-de-Dieu-Hvostanska de Vrellë/Vrelo (540-560)[7]
- les ruines de l'église paléochrétienne de Banjicë/Banjica (VIe siècle)[8]

Autres monuments culturels

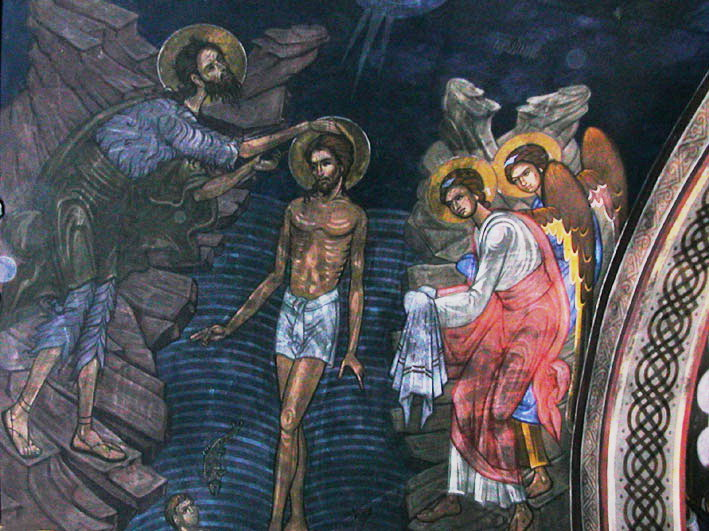
Fresque dans l'église du monastère de Gorioč

- les ruines de l'église de Dobrushë/Dobruša avec le cimetière (XIVe siècle)[9]
- les ruines de l'église de Belicë/Belica avec le cimetière (XIVe-XVe siècles)[10]
- le monastère de Gorioč à Istog/Istog (XIVe siècle)[11]
- les ruines de l'église et du cimetière de Voçarë à Dobrushë/Dobruša (Moyen Âge)[6]
- le vieux cimetière de Carrallukë/Crni Lug (XVIe-XVIIIe siècles)[12]
- le vieux pont en pierre sur la rivière Istok à Zallq/Žač (XVIIe siècle)[13]
- la mosquée de Kaliçan/Kaličane (XIXe siècle)[14]
- habitation et grenier à Kosh/Koš (XIXe siècle)[15]
- la tour-résidence de la famille Popović à Kosh/Koš (XIXe siècle)[16]
- un séchoir à maïs à Istog/Istok (XXe siècle)[17]

## Personnalités
- Ibrahim Rugova (1944–2006), écrivain, président du Kosovo, né à Cerrcë/Crnce ;
- Haki Shatri (né 1953), homme politique ;
- Fatmire Bajramaj (née 1988), footballeuse.
- Fadil Ferati (1960-2010), maire de Istok
- Vllanzim Dautaj (1989), footballeur dans l'équipe de Waldhof Mannheim